# 旧ゴア
オールド・ゴアまたはヴェリャ・ゴアとも呼ばれる旧ゴア（きゅうゴア、英語: Old Goa, ポルトガル語: Velha Goa, コンカニ語:पोरणें गोंय, Pornnem Goem, Adlem Gõi, Goeam）はインドゴア州の北ゴア地域に存在する歴史的な都市。日本語においては古ゴア（こゴア）とも表記される。この都市は15世紀にビジャープル王国によって作られ、16世紀から18世紀に疫病のために放棄されるまでの間ポルトガル領インドの首都とされた。かつてこの都市の人口は大陸貿易のためのポルトガル人により、20万人近くにのぼったと言われる。1986年、この都市のキリスト教建築物の一部はゴアの教会群と修道院群としてユネスコの世界遺産リストに文化遺産として登録された。この旧ゴアはゴア州州都のパナジよりおおよそ 10 km 東に位置する。

## 歴史
旧ゴアの都市は、15世紀にビジャープル王国によりマンドウィー川の辺に港として作られた。この都市は、ここより数キロ南に横たわるカダンバ朝及びヴィジャヤナガル朝の王たちに港として使われたゴヴァプリ (Govapuri) を置き換えるために建設されたもので、この都市はビジャープル王国を支配したアーディル・シャーヒー朝の第二の首都となった。この都市とシャー（王の称号）の宮殿、モスク、寺院は堀で囲まれていた。1510年、ポルトガル王国に征服されたことによりポルトガル支配下となり、ポルトガル領インドの行政府が置かれた。これ以降、この都市はポルトガル領インドの経済の中心かつ、ポルトガルのアジアにおける拠点となったが、1759年には総督の公邸が 9 km 西にある将来の首都となるパナジに移された。
16世紀中ごろ、ポルトガルの植民地であった（特にヴェリャ・ゴアと呼ばれる）旧ゴアは東方世界においてキリスト教化の中心地であった。この都市はここに本部が置かれた全ての修道会によりキリスト教に改宗された。1510年からしばらくの間は、キリスト教化は行われず、現地の慣習を尊重していたが、1540年代に入って、植民地政府の支配権が明確になってからはキリスト教への改宗運動が高まった。このとき多くのヒンドゥー教寺院が破壊された。1517年にはフランシスコ会が、続いてドミニコ会、アウグスティヌス会、イエズス会がゴアに来航した。1542年には最初のイエズス会士としてフランシスコ・ザビエルがゴアを訪れているが、長くは留まらなかった。
1543年には人口はおおよそ20万人に達した。17世紀、マラリアとコレラの蔓延により都市が荒廃したことで都市は大部分が放棄され、1759年に総督がパナジに移動した後の1775年には、1500人が残っているだけであった。首都機能はパナジに移され、1843年にはパナジはゴアの正式な首都となった。
放棄された都市は、新都市（パナジ）と恐らくはゴア・ヴェリャ（Goa Velha、これもポルトガル語で古いゴアを意味するが別の都市）と区別するためにヴェリャ・ゴア（オールド・ゴア）の名で知られるようになった。1961年、インドの武力侵攻によりゴアとゴアに残されたものはインドに併合された（ゴア併合）。

## 旧ゴアの教会群
旧ゴアにはセー大聖堂（ゴア大司教の司教座）、アッシジの聖フランシス教会、サン・カエターノの教会及び、11月24日より続く9日間の祈りと共に12月3日に祝祭されるフランシスコ・ザビエルの聖遺物が納められていることで特筆されるボム・ジェズ教会を含めさまざまな会派の教会が残されている。

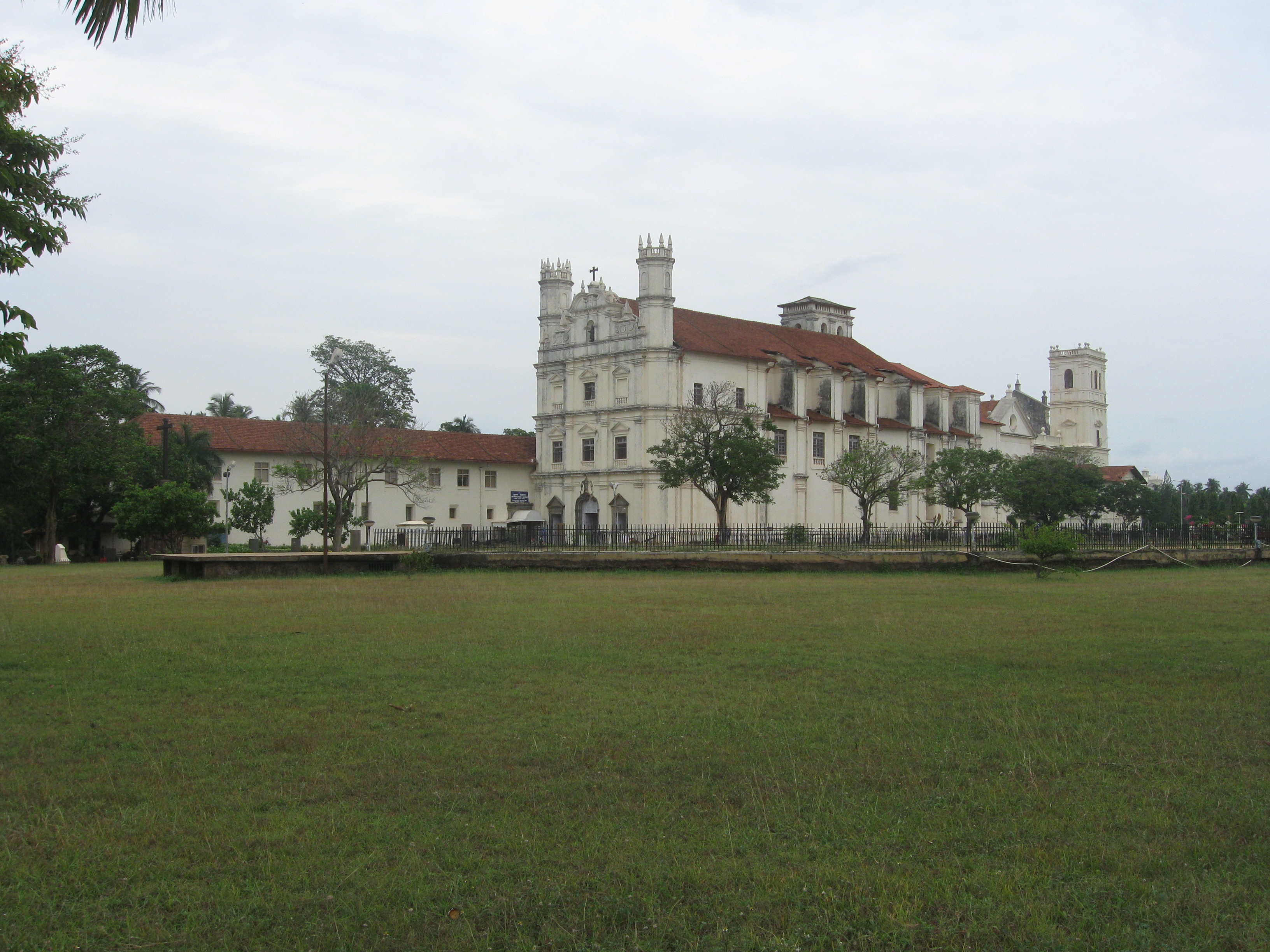
アッシジの聖フランシス教会
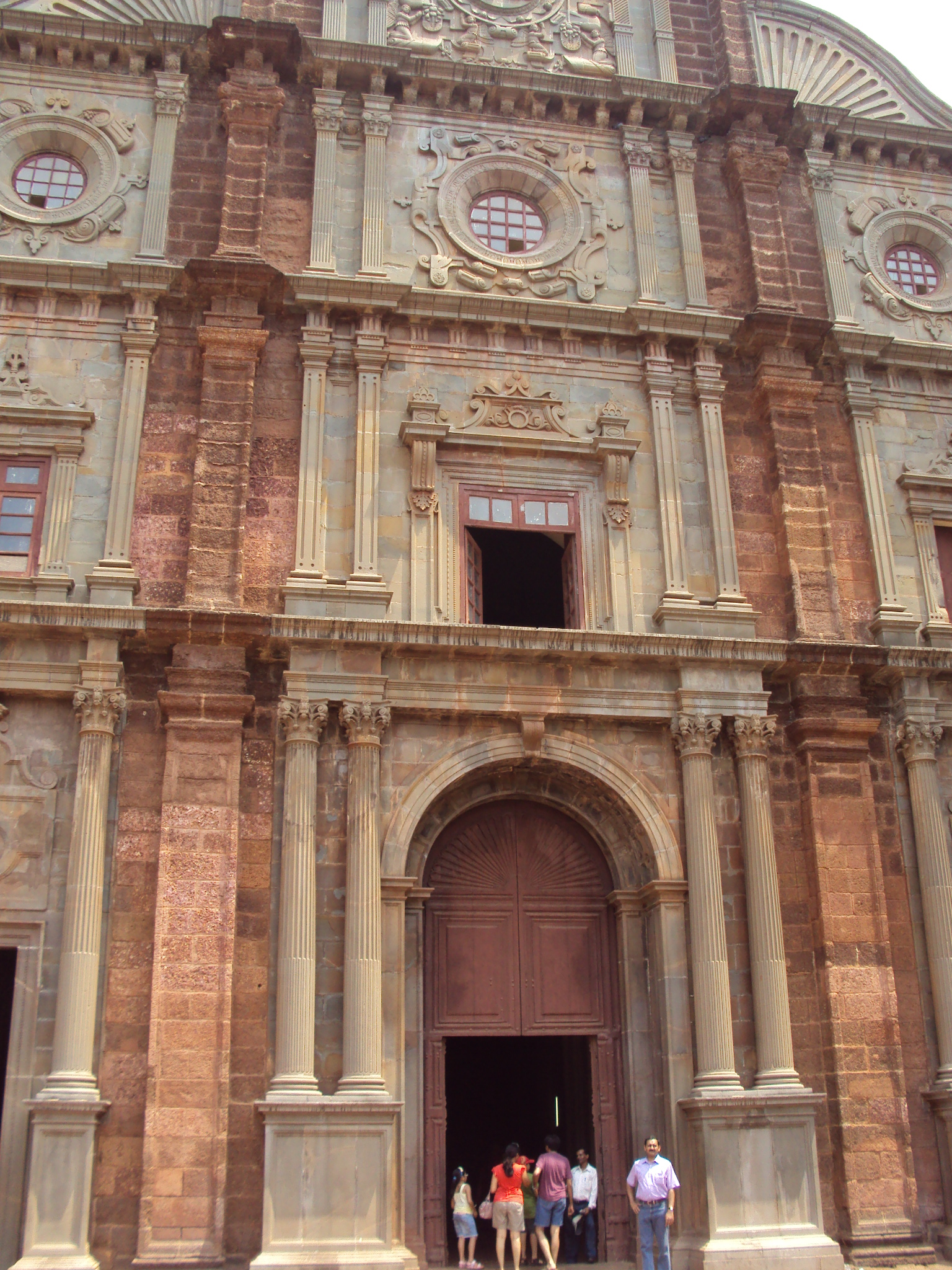
華麗に装飾されたボム・ジェス・バシリカのエントランス
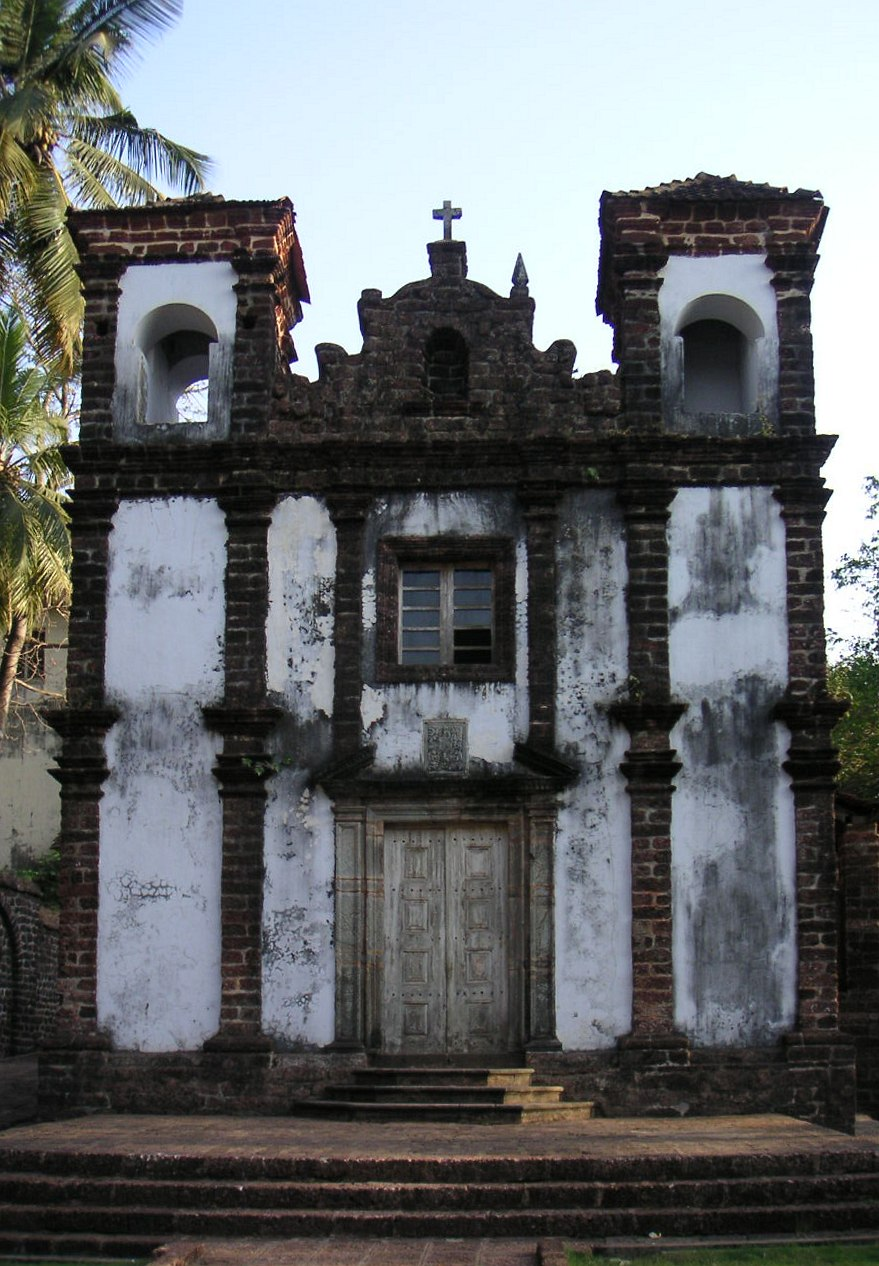
旧ゴアの古教会
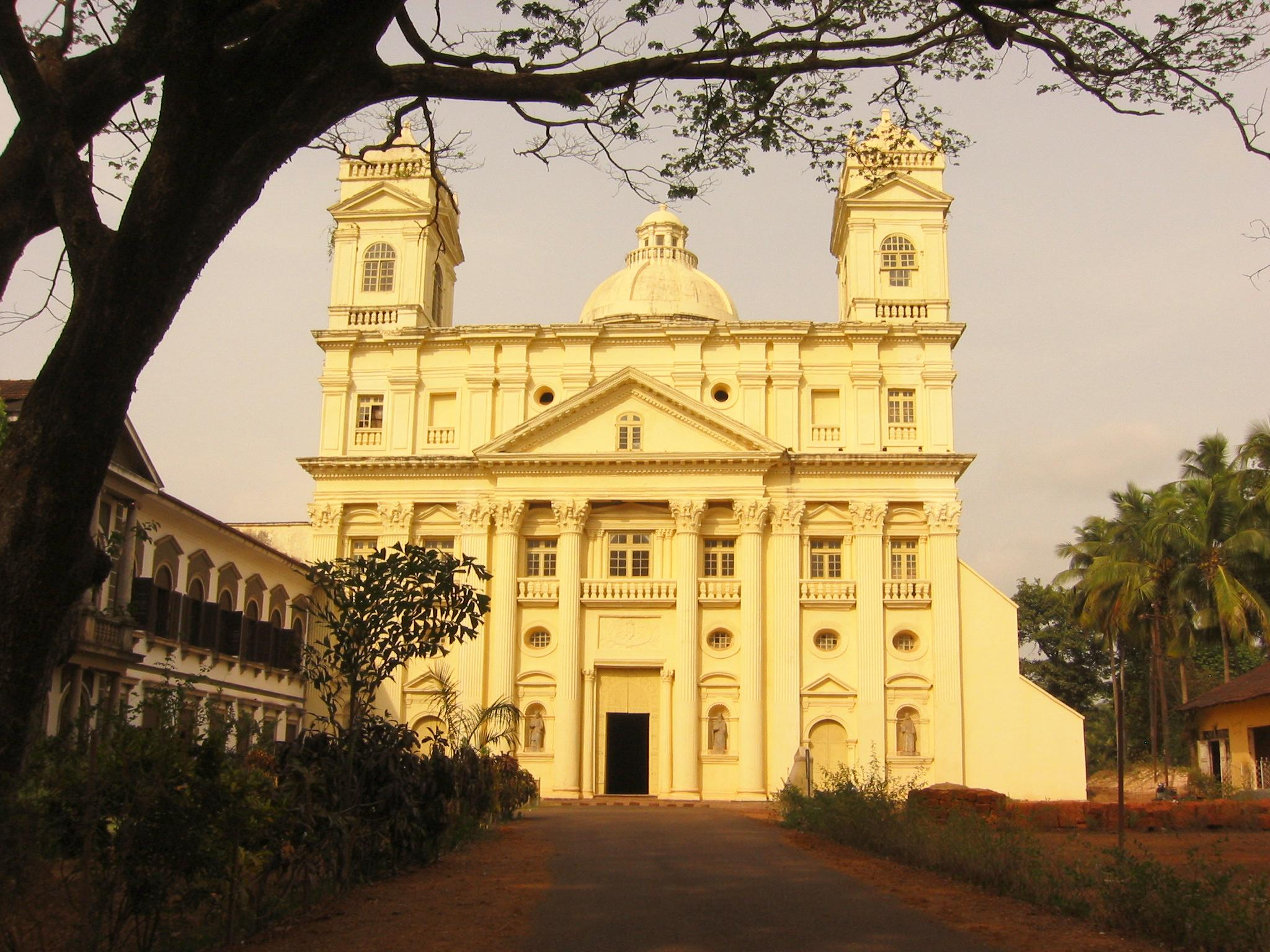
旧ゴアにある聖カジェタンの教会
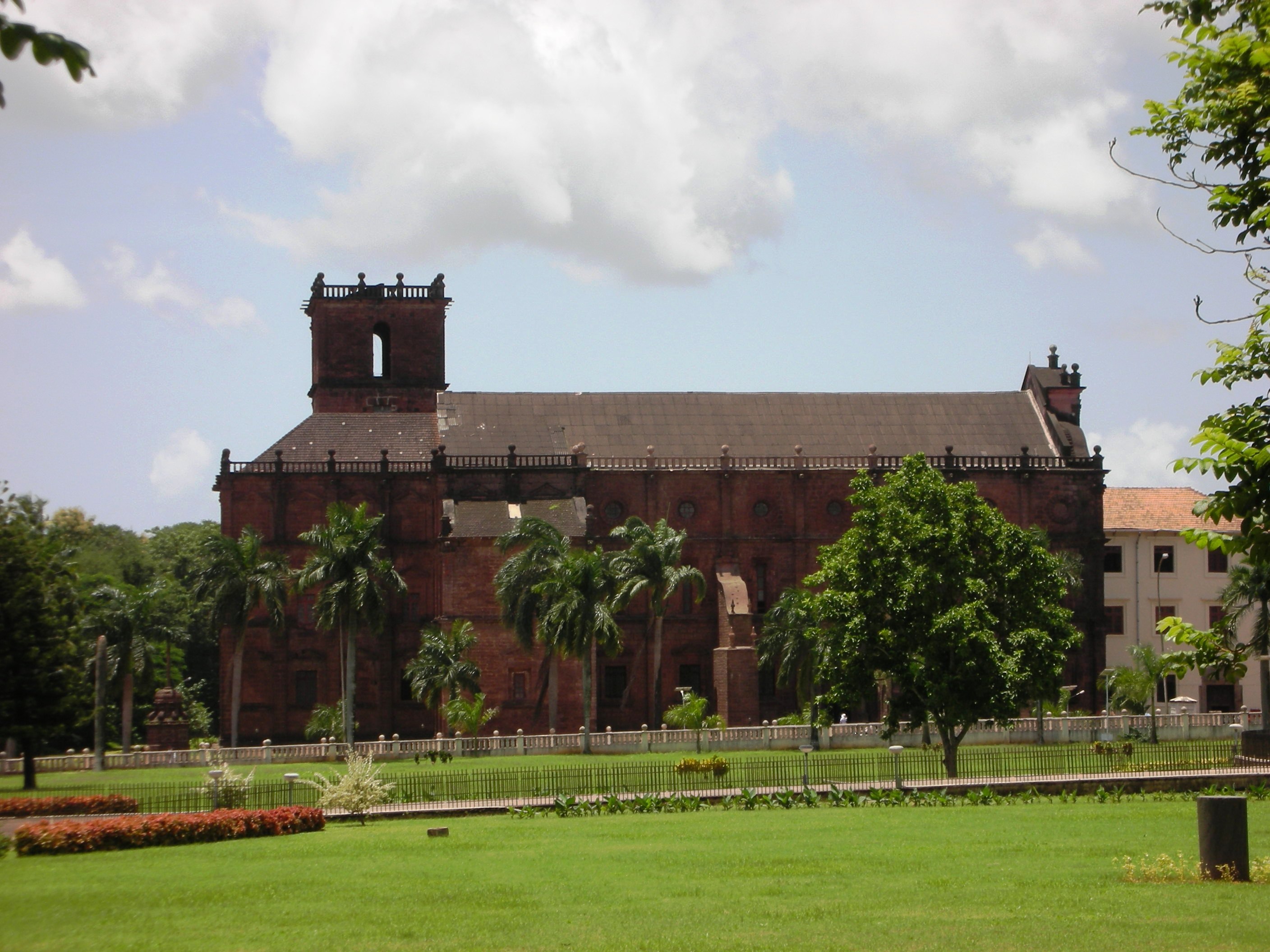
旧ゴアの街道から見た、緑に囲まれるボム・ジェス・バシリカ

### 世界遺産
旧ゴアのキリスト教建造物10件余りが、1986年に世界遺産リストに登録された。日本語名は日本ユネスコ協会連盟が採用している「ゴアの教会群と修道院群（Churches and convents of Goa）」のほか、「ゴアの聖堂と修道院」などとも訳される。

#### 登録基準
この世界遺産は世界遺産登録基準のうち、以下の条件を満たし、登録された（以下の基準は世界遺産センター公表の登録基準からの翻訳、引用である）。
- (2) ある期間を通じてまたはある文化圏において、建築、技術、記念碑的芸術、都市計画、景観デザインの発展に関し、人類の価値の重要な交流を示すもの。
- (4) 人類の歴史上重要な時代を例証する建築様式、建築物群、技術の集積または景観の優れた例。
- (6) 顕著で普遍的な意義を有する出来事、現存する伝統、思想、信仰または芸術的、文学的作品と直接にまたは明白に関連するもの（この基準は他の基準と組み合わせて用いるのが望ましいと世界遺産委員会は考えている）。